# کووالوویتس-اوسیتشانی
کووالوویتس-اوسیتشانی (به چکی: Koválovice-Osíčany) یک منطقهٔ مسکونی در جمهوری چک است که در ناحیه پروستییوو واقع شده‌است.
 کووالوویتس-اوسیتشانی ۴٫۴۲ کیلومتر مربع مساحت و ۳۰۶ نفر جمعیت دارد و ۲۳۸ متر بالاتر از سطح دریا واقع شده‌است.